# スター・トーク
『スター・トーク』（原題：StarTalk）は、ナショナルジオグラフィックにて放映されているポップカルチャーと科学をテーマにしたトーク番組である。番組のホストを務めるのは、天体物理学者のニール・ドグラース・タイソン。2015年4月20日に放送が開始され、2020年6月現在、アメリカではシーズン5、日本ではシーズン4まで放送されている。

## 概要
元々はポッドキャストで配信されていた同名の番組であり、そのテレビ番組版にあたる。タイソンは毎週ゲストを呼び、1対1のインタビューとパネルディスカッションを通じて科学的な話題について議論する。Space.comは、この番組を「科学をテーマにした初の深夜トークショー」であると評している。
科学番組ではあるが、お堅い感じではなくコメディ要素を取り入れ、分かりやすく取り上げるのが特徴となっている。番組はポッドキャストの形式にほぼ準拠しており、事前に収録されたタイソンとその週のゲストのディスカッションコーナーと、観客の前で撮影するコーナーの2つで構成される。 
ゲスト出演者は非常に豪華であり、番組名に「スター」と付くように、科学者だけではなく各分野のスターたちが出演している。これまでにアカデミー賞を受賞した俳優や女優、スポーツ選手、経営者、宇宙飛行士、各政府機関の長官クラス、さらには元・大統領なども出演している。

## 出演者
ニール・ドグラース・タイソン Neil deGrasse Tyson
番組のホストを務めるアメリカ出身の天体物理学者。ヘイデン・プラネタリウムの館長として館の監修に携わった。『コスモス:時空と宇宙』のホストやニュース番組の解説者など、タレントとしても活躍している。ツイッターのフォロワーは1,300万人を超える。

## 放送リスト

### シーズン1
全20回
| 話数 | 原題 日本版タイトル                                                  | ゲスト |
| ---- | -------------------------------------------------------------------- | --- |
| 1    | "Star Trek" As Inspiration for the Future スター・トレックに学ぶ未来 | - ジョージ・タケイ（俳優） |
| 2    | The Science in "Interstellar" インターステラーの世界                 | - クリストファー・ノーラン（映画監督） - ユージーン・マーマン（コメディアン） - ジャナ・レヴィン（宇宙学者）                    |
| 3    | Modern Love 恋愛と性の不思議な関係                                   | - ダン・サヴェージ（コラムニスト） - ヘレン・フィッシャー（人類学者）                                                           |
| 4    | Living in the Information Age 情報化社会に生きる                     | - アリアナ・ハフィントン（ハフィントンポスト設立者） - >ジェフ・ジャービス（ジャーナリスト） - チャック・ナイス（コメディアン） |
| 5    | Can Science and Religion Co-Exist? 科学と宗教は共存できるのか？      | - リチャード・ドーキンス（科学者） - ジェームズ・マーティン（イエズス会神父）                                                   |
| 6    | Pulling the Plug on Pestilence 元大統領 寄生虫と闘う                 | - ジミー・カーター（第39代アメリカ大統領）                                                                                      |
| 7    | Social Media Savvy Astronauts 宇宙飛行士とソーシャルメディア         | - クリス・ハドフィールド（宇宙飛行士） - マイク・マッシミーノ（宇宙飛行士） - ユージーン・マーマン（コメディアン）              |
| 8    | The Impact of Twitter on Society ツイッターが変える社会              | - ビズ・ストーン（ツイッター創設者）                                                                                            |
| 9    | NASA's Vision on Space NASAが描く未来                                | - チャールズ・ボールデン（NASA長官）                                                                                            |
| 10   | Norman Lear アメリカとテレビ文化                                     | - ノーマン・リア（テレビ番組プロデューサー）                                                                                    |
| 11   | Mars 1 火星への片道旅行                                              | - バス・ランスドルプ（マーズワン創設者） - ユージーン・マーマン（コメディアン） - マイク・マッシミーノ（宇宙飛行士）            |
| 12   | Brian Cox 元ミュージシャンの物理学者                                 | - \|ブライアン・コックス（物理学者・プレゼンター） - ジェイソン・シルバ（タレント） - メイブ・ヒギンズ（コメディアン）          |
| 13   | David Byrne 科学と芸術                                               | - デヴィッド・バーン（トーキング・ヘッズ）                                                                                      |
| 14   | Larry Wilmore エンタメを科学する                                     | - ラリー・ウィルモア（コメディアン） - スコット・ウィームス（神経科学者） - ユージーン・マーマン（コメディアン）                |
| 15   | Seth Macfarlane アニメの科学                                         | - セス・マクファーレン（『ファミリー・ガイ』製作者） - サイモン・シン（作家）                                                   |
| 16   | Gina McCarthy 地球に住み続ける方法                                   | - ジーナ・マッカーシー（環境保護庁長官）                                                                                        |
| 17   | Bill Clinton 元米大統領が語る科学の進歩                              | - ビル・クリントン（第42代アメリカ大統領） - フアン・エンリケス（生命科学者） - チャック・ナイス（コメディアン）                |
| 18   | David Crosby 科学が作った音楽                                        | - デヴィッド・クロスビー（歌手）                                                                                                |
| 19   | Susan Sarandon アカデミー女優のすすめ                                | - スーザン・サランドン（アカデミー賞女優）                                                                                      |
| 20   | Penn And Teller 「だまし」の仕組み                                   | - ペン＆テラー（マジシャンコンビ）                                                                                              |

### シーズン2
全20回
| 話数 | 原題 日本版タイトル                                                                 | ゲスト |
| ---- | ----------------------------------------------------------------------------------- | --- |
| 1    | Whoopi Goldberg ウーピー・ゴールドバーグのススメ                                    | - ウーピー・ゴールドバーグ（アカデミー賞女優） - ステイシー・グルーバー（神経科学者） - チャック・ナイス（コメディアン）                                                             |
| 2    | Mayim Bialik 人気ナンバー１女性科学者の素顔                                         | - メイエム・ビアリック（女優・神経科学者） - サマー・アッシュ（天体物理学者） - クリス・ハードウィック（コメディアン）                                                               |
| 3    | Man On Wire 綱渡り名人が語るアートと科学                                            | - フィリップ・プティ（綱渡り名人） - チャールズ・ルー（天体物理学者） - ユージーン・マーマン（コメディアン）                                                                         |
| 4    | Robert Kirkman And The Walking Deadr ウォーキング・デッドの原作者が語るゾンビの世界 | - ロバート・カークマン（『ウォーキング・デッド』原作者） - ジェフリー・マンツ（人類学教授） - メイヴ・ヒギンズ（コメディアン）                                                       |
| 5    | Time Travel バック・トゥ・ザ・フューチャーのドクが語る科学                          | - クリストファー・ロイド（俳優） - ミシェル・ゴメス（俳優） - ミチオ・カク（理論物理学者） - チャック・ナイス（コメディアン）                                                        |
| 6    | Brian Greene 超弦理論の専門家が語る量子と宇宙の世界                                 | - ブライアン・グリーン（作家） - デイヴィッド・チャーマーズ（哲学者） - メイヴ・ヒギンズ（コメディアン） - ステフォン・アレグザンダー（物理学者・ジャズミュージシャン）              |
| 7    | Us Secretary of Defense Ash Carter アメリカ国防長官が語る防衛策                     | - アッシュ・カーター（国防長官） - マイケル・ホロウィッツ（政治学者） - リアン・ロード（コメディアン）                                                                               |
| 8    | Jeremy Irons 女神に導かれた数学者                                                   | - ジェレミー・アイアンズ（俳優） - マシュー・ブラウン（映画監督） |
| 9    | The Martian 原作者が映画「オデッセイ」を語る                                        | - アンディ・ウィアー（『オデッセイ』原作者） - マット・カーシェン（コメディアン） - アダム・シュテルツナー（NASAエンジニア） - ジム・グリーン（惑星科学者）                          |
| 10   | Ben Stiller ベン・スティラーのオタクな一面                                          | - ベン・スティラー（俳優・コメディアン・脚本家） - チャールズ・ルー（天体物理学者） - チャック・ナイス（コメディアン）                                                               |
| 11   | Buzz Aldrin 月を歩いたヒーロー                                                      | - バス・ランスドルプ（マーズワン創設者） - ユージーン・マーマン（コメディアン） - マイク・マッシミーノ（宇宙飛行士）                                                                 |
| 12   | Terry Crews フィットネスと科学                                                      | - テリー・クルーズ（NFL選手） - フェリシア・ストーラー（運動生理学者） - チャック・ナイス（コメディアン）                                                                            |
| 13   | Jay Leno コメディアンが車への愛を語る                                               | - ジェイ・レノ（司会者・コメディアン） - ビル・ナイ（俳優） - マット・カーシェン（コメディアン）                                                                                     |
| 14   | Science of Game of Thrones ゲーム・オブ・スローンズの科学                           | - アイザック・ライト（俳優） - ヘレン・キーン（サイエンス作家） - マイケル・イアン・ブラック（コメディアン）                                                                         |
| 15   | Hope Solo 美女ゴールキーパーが語る強さの科学                                        | - ホープ・ソロ（サッカーアメリカ女子代表ゴールキーパー） - ブレント・ウォーカー（スポーツ心理学者） - チャック・ナイス（コメディアン）                                               |
| 16   | Search For Aliens 宇宙人を探す？                                                    | - ジル・ターター（SETI創設者・映画『コンタクト』の主人公のモデル） |
| 17   | Bill Maher コメディと政治の不思議な関係                                             | - ビル・マー（コメディアン） - アリソン・ダグネス（政治学者） - メイヴ・ヒギンズ（コメディアン）                                                                                     |
| 18   | William Shatner カーク船長が語るスター・トレック                                    | - ウィリアム・シャトナー（俳優） - チャールズ・ルー（天体物理学者） - チャック・ナイス（コメディアン）                                                                               |
| 19   | The Science of Weather 天気予報の裏側に迫る                                         | - キャシー・サリバン（海洋大気庁局長） - ラドリー・ホートン（気候科学者） - スコット・アツィット（俳優）                                                                             |
| 20   | Herbie Hancock And Wayne Shorter 音楽の天才が語るジャズの魅力                       | - ウェイン・ショーター（ジャズ奏者） - ハービー・ハンコック（ジャズ奏者） - ショーン・レノン（ミュージシャン） - スティーブン・タイソン（芸術家） - チャック・ナイス（コメディアン） |

### シーズン3
全20回
| 話数 | 原題 日本版タイトル                                                      | ゲスト |
| ---- | ------------------------------------------------------------------------ | --- |
| 1    | Lance Armstrong ランス・アームストロング ドーピング問題を語る            | - ランス・アームストロング（自転車ロードレース王者） - マックス・グラスキン（科学ジャーナリスト） - アーサー・カプラン（生命倫理学者） - スコット・アツィット（コメディアン） - チャック・ナイス（コメディアン） |
| 2    | Kareem Abdul-Jabbar 伝説のNBAプレーヤー                                  | - カリーム・アブドゥル・ジャバー（元NBA選手） - チャック・ナイス（コメディアン） - チャールズ・ルー（天体物理学者） - ジム・スパナーケル（元NBA選手・NBA解説者）                                                 |
| 3    | Jane Goodall ジェーン・グドール チンパンジーを見つめて                   | - ジェーン・グドール（チンパンジー研究家） - ジル・プルーツ（生物人類学者） - チャック・ナイス（コメディアン）                                                                                                   |
| 4    | Katie Couric ケイティ・クリック ペンと科学                               | - ケイティ・クリック（ジャーナリスト） - ジェフ・ジャービス（ジャーナリズム学教授） - ユージーン・マーマン（コメディアン）                                                                                       |
| 5    | Kevin Smith ケヴィン・スミス                                             | - ケヴィン・スミス（映画監督・コミック作家） - チャールズ・ルー（天体物理学者） - チャック・ナイス（コメディアン）                                                                                               |
| 6    | Scifi Meets National Defense SFと国防                                    | - アラティ・プラブハカー（国防高等研究計画局・局長） - シャロン・ワインバーガー（ジャーナリスト） - ホッド・リプソン（ロボット工学者） - チャック・ナイス（コメディアン）                                        |
| 7    | Katy Perry 人気歌姫 ケイティ・ペリー                                     | - ケイティ・ペリー（歌手） - サシーア・ザメイタ（コメディアン） - チャールズ・ルー（天体物理学者） |
| 8    | Sylvia Earle, Fabien Cousteau & Adrian Grenier 海の神秘と不思議          | - シルヴィア・アール（海洋学者） - ファビアン・クストー（海底探検家） - エイドリアン・グレニアー（俳優） |
| 9    | James Cameron ジェームズ・キャメロンが語るタイタニックの謎               | - ジェームズ・キャメロン（映画監督） - チャールズ・ルー（天体物理学者） - チャック・ナイス（コメディアン） |
| 10   | Celestial Navigation 星と天測航法                                        | - ナイノア・トンプソン（探検家） - フランク・リード（天文航法の専門家） - メイヴ・ヒギンズ（コメディアン） |
| 11   | Salman Rushdie 文字の可能性                                              | - サルマン・ラシュディ（小説家） - ジョナサン・ゴットシャル（文学研究者） - ユージーン・マーマン（コメディアン）                                                                                                 |
| 12   | Stephen Hawking スティーブン・ホーキング博士の素顔                       | - スティーブン・ホーキング（物理学者） - ジャナ・レヴィン（宇宙学者） - ミチオ・カク（理論物理学者） - マット・カーシェン（コメディアン）                                                                        |
| 13   | Interstellar Space Travel インターステラー 未来の宇宙旅行                | - メイ・ジェミソン（宇宙飛行士） - ローレンス・クラウス（理論物理学者） - ゴッドフリー（コメディアン） - ロンケ・オラビシ（医用生体工学者）                                                                      |
| 14   | Alan Alda 伝達のチカラ                                                   | - アラン・アルダ（俳優） - ヘザー・ベルリン（神経科学者） - マット・カーシェン（コメディアン） |
| 15   | True Story of Hidden Figures NASA 知られざる数学者の活躍                 | - マーゴット・リー・シェタリー（映画『ドリーム』原作者） - ビル・バリー（歴史学者） |
| 16   | Stephen Colbert 名司会者が語るコメディと科学                             | - スティーヴン・コルベア（コメディアン・司会者） - ソフィア・マクレナン（スティーヴン関連本の著作者） - アダム・コノヴァー（コメディアン）                                                                       |
| 17   | Sam Harris And The Science of Belief 意識と信念、そして瞑想              | - サム・ハリス（著述家） - アンドリュー・ニューバーグ（神経科学者） - ゴッドフリー（コメディアン） - ロバート・ライト（科学ジャーナリスト）                                                                      |
| 18   | Frank Oz And The Science of Puppeteering フランク・オズ 人形操演の舞台裏 | - フランク・オズ（映画製作者・パペット使い） - チャールズ・ルー（天体物理学者） - アダム・コノヴァー（コメディアン） - アンディ・サーキス（モーションキャプチャー俳優）                                          |
| 19   | Kelly Slater And The Science of Surfing サーフィンの科学                 | - ケリー・スレイター（サーファー） - ウィリアム・フィネガン（ライター） - トラビス・シュラメック（海洋学者） - チャック・ナイス（コメディアン） - アダム・フィンチャム（波の設計者）                             |
| 20   | Astronaut Scott Kelly 有人宇宙飛行の未来                                 | - スコット・ケリー（宇宙飛行士） - テリー・バーツ（宇宙飛行士） - サシーア・ザメイタ（コメディアン） |

### シーズン4
全13回
| 話数 | 原題 日本版タイトル                                                       | ゲスト |
| ---- | ------------------------------------------------------------------------- | --- |
| 1    | United States Space Command 米軍ミサイル防衛の拠点                        | - ローラ・グレゴ（宇宙防衛問題の専門家） - チャック・ナイス（コメディアン） |
| 2    | Al Gore アル・ゴア元副大統領が語る政治と科学                              | - アル・ゴア（第45代副大統領） - アンドリュー・レヴキン（環境ジャーナリスト） - チャック･ナイス（コメディアン） |
| 3    | Jack Black ジャック・ブラックが語る宇宙とアメコミの科学                   | - ジャック・ブラック（俳優） - チャールズ・ルー（天体物理学者） - チャック･ナイス（コメディアン） |
| 4    | Dan Rather トランプ政権と報道機関の関係を解説                             | - ダン・ラザー（ニュースキャスター） - ジェフ・ジャービス（ジャーナリズム学教授） - ポーラ・パウンドストーン（コメディアン）                                                                                               |
| 5    | George R.R. Martin ゲーム･オブ･スローンズの原作者が語るファンタジーの世界 | - ジョージ・R・R・マーティン（ゲーム・オブ・スローンズ原作者） - ラシャ・キラコシアン（中世研究の専門家） - マーク・ノレル（古生物学者） - スティーヴン・シュロズマン（ドクターゾンビ） - チャールズ・ルー（天体物理学者） |
| 6    | Anna Deavere Smith 舞台女優が語る言葉のパワー                             | - アンナ・ディーヴァー・スミス（女優・脚本家） - ドロシー・ロバーツ（社会科学者） - ユージーン･マーマン（コメディアン） |
| 7    | Jeff Goldblum 恐竜再生と宇宙人襲来                                        | - ジェフ・ゴールドブラム（俳優） - ロス・マクフィー（古生物学者） - ラファエル・チャップ（経済学者） - ケリー・ファースト（NASA惑星防衛調整局）                                                                            |
| 8    | James Marsden 未来のAIがもたらす希望と恐怖                                | - ジェームズ・マースデン（俳優） - スーザン・シュナイダー（AI専門家） - チャック･ナイス（コメディアン） |
| 9    | Weird Al Yankovic パロディー・アーティストの世界                          | - アル・ヤンコヴィック（パロディー・アーティスト） - エミリー・ライス（天体物理学者） - チャールズ・ルー（天体物理学者） - メイスーン・ザイード（コメディアン）                                                            |
| 10   | Patricia Cornwall 法医学から見る死後の世界                                | - パトリシア・コーンウェル（作家） - レベッカ･フォルカース（法医学者） - マット・カーシェン（コメディアン） |
| 11   | Darren Aronofsky ダーレン･アロノフスキー監督が語る映画の中の科学と魔法    | - ダーレン・アロノフスキー（映画監督） - チャールズ・ルー（天体物理学者） - ポーラ・パウンドストーン（コメディアン） |
| 12   | Bill Nye 科学の人 ビル・ナイができるまで                                  | - ビル・ナイ（司会者） - ヘレン・フィッシャー（生物人類学者） - エミリー・カーランドレリ（科学コミュニケーター） - チャック･ナイス（コメディアン）                                                                         |
| 13   | Christiane Amanpour 国際ジャーナリストの視点                              | - クリスティアーヌ・アマンプール（ジャーナリスト） - アズマット・カーン（ジャーナリスト） - ジュディス・マトロフ（ジャーナリスト）                                                                                         |

## 放送
オーストラリアでは、ナショナルジオグラフィックチャンネルにて2015年4月27日から放送が開始された。 
シーズン5の放送途中の2018年11月から2019年3月にかけ、ホストに関する継続的な調査のために放送が一時中断されたが、2019年4月に調査が終了して放送が再開された。 

## 大衆文化において
2015年8月27日に、 20世紀フォックスは映画『オデッセイ』のバイラルCMを公開した。これはスター・トークの形式をとったCMで、映画内の架空のアレス3ミッションについてタイソンが議論している。 